# Gedempt luidsprekersysteem
Een gedempt luidsprekersysteem is een luidsprekersysteem dat bij kleine afmetingen toch over een goede weergave in het lage tonen gebied beschikt. Hierin wordt geen gebruik gemaakt van resonantiepoorten om de lage weergave te "verleggen" naar een lager frequentiegebied, zoals bij de basreflexkast, maar door de trillingen, ook wel resonantie genoemd, van de conus onderkritisch te dempen. Demping verkleint de resonantie en vergroot de bandbreedte van de luidspreker.
Met behulp van de bewegingsvergelijking wordt duidelijk wat de bijdrage van de dempingsweerstand is.
De luidprekerkast is verder uitgerust met een (met schuim gevulde) pijp van speciale afmetingen, waardoor de luidsprekerconus grote uitslagen kan maken en zo het kastvolume effectief wordt vergroot. Het rendement, het afgegeven akoestisch vermogen gedeeld door het elektrisch vermogen van de versterker, is laag. Er is een krachtige versterker nodig. Een versterker van 100 watt of meer per kanaal is niet ongewoon.
De weergavekarakteristiek is zeer vlak en lijkt op dat van een koptelefoon. Door de toepaste demping is het tweede-ordegedrag van de luidspreker onderdrukt en bepaalt alleen de stralingsweerstand van de luidspreker het frequentiegedrag. De stralingsweerstand is, als de golflengte van het geluid in de buurt van de omtrek van de luidspreker komt, omgekeerd evenredig met de frequentie. Onder die frequentie neemt het afgegeven akoestische vermogen 6 decibel per octaaf af.
In de volgende paragrafen wordt de werking van dit systeem, dat eindjaren zestig van de twintigste eeuw door Houben cs. bij Philips ELA al is ontwikkeld, toegelicht, inclusief de opbouw van de elektrische filters.

## Luidsprekerbewegingsvergelijking
De luidspreker, waaronder de conus met spreekspoel en de conusophanging, is bij lage tonen op te vatten als een veermassasysteem dat kan oscilleren, of resoneren, bij een bepaalde frequentie.
Voor dit veermassasysteem geldt de bewegingsvergelijking:
{\displaystyle m{\frac {d^{2}x(t)}{dt^{2}}}+r{\frac {dx(t)}{dt}}+sx(t)=F(t)}
| {\displaystyle F(t)} | – momentane kracht op de conus en spreekspoel           |
| {\displaystyle x}    | – momentane uitwijking uit de evenwichtstand            |
| {\displaystyle m}    | – massa van conus en spreekspoel                        |
| {\displaystyle r}    | – de inwendige wrijvingsweerstand van de conusophanging |
| {\displaystyle s}    | – veerconstante (of de reciproke, de compliantie)       |
van een dergelijk systeem is de resonantiefrequentie:
{\displaystyle \quad f_{0}={\frac {1}{2\pi }}{\sqrt {\frac {s}{m}}}}
en de kwaliteitsfactor (mate van opslingering door resonantie):
{\displaystyle \quad Q_{0}=\omega _{0}{\frac {m}{r}}={\frac {\sqrt {ms}}{r}}}
Wordt er een extra dempingsweerstand aangebracht op het luidsprekersysteem, {\displaystyle r'}, dan wordt de bewegingsvergelijking:
{\displaystyle m{\frac {d^{2}x(t)}{dt^{2}}}+(r+r'){\frac {dx(t)}{dt}}+sx(t)=F(t)}
De aangebrachte dempingsweerstand staat in serie met de weerstand van de conusophanging en is dus toegenomen. Hierdoor wordt resonantiefrequentie niet veranderd, maar de opslingering door resonantie (kwaliteitsfactor) is verlaagd.
{\displaystyle \quad Q_{0}={\frac {\sqrt {ms}}{r+r'}}}

## Opbouw luidsprekersysteem

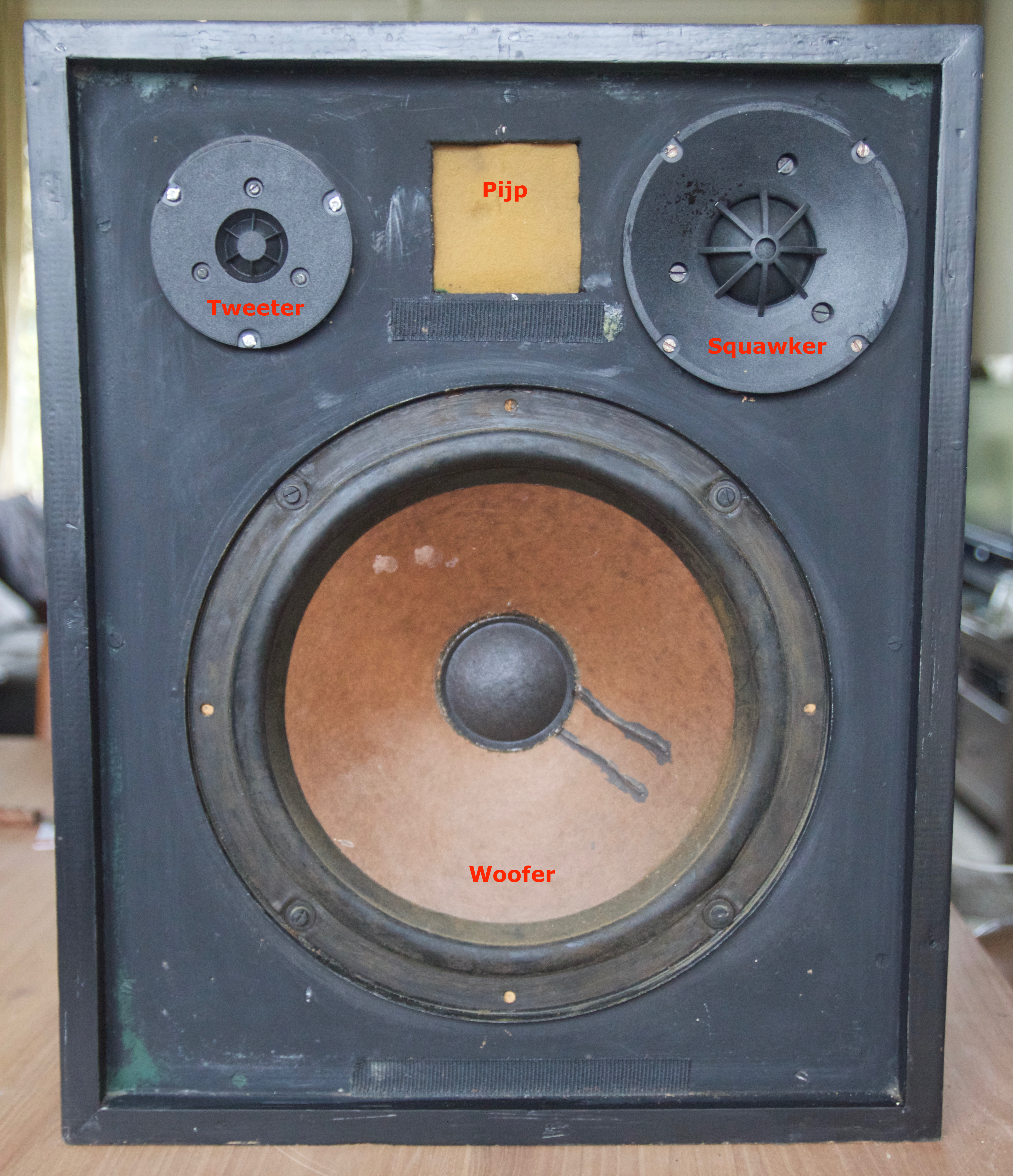
Fig.1 Gedempt luidsprekersysteem, vooraanzicht

In de kast zijn de woofer, de middentonen luidspreker (squawker), de tweeter en de pijp, die de conus van de woofer grote uitslagen moet kunnen laten maken, goed te zien. Op de bodem van de kast ligt het scheidingsfilter, waarin polystyreen condensatoren, 3 luchtspoelen en 1 spoel met ijzerkern zijn toegepast. Zie Fig.2
Om details beter te kunnen zien van figuur 1, 2, 3 kan door klikken op de afbeelding de afbeelding worden vergroot.

### De pijp
De kast is tamelijk klein en heeft daardoor een "stijf" akoestisch gedrag, dat wil zeggen de conus van de in de kast geplaatste luidspreker wordt tegengehouden door het kleine volume en kan daardoor niet makkelijk bewegen. Lucht is, naast dat het zeer moeilijk samendrukbaar is, ook niet lineair samendrukbaar en dit geeft vervorming van geluidstrillingen met een grote amplitude. Om de conus toch bewegingsvrijheid te geven is een poort in de vorm van een pijp aangebracht, die het inwendige van de kast in verbinding brengt met de ruimte waar de kast staat. De pijp is zodanig ontworpen dat de massa van de lucht in de pijp én het volume van de kast het geluid boven 20 hertz 180 graden in fase gedraaid doorgeeft. Daar het geluid, dat door de achterkant van de luidspreker wordt afgestraald, in tegenfase is met het geluid dat aan de voorzijde wordt afgestraald, is het resultaat dat de pijp aan de voorkant (poort) het geluid in fase met de luidspreker afstraalt. Hierdoor wordt ook de geluidsenergie benut die aan de achterzijde van de luidspreker wordt afgegeven.
De massa van de lucht in de pijp en het volume in de kast vormen op hun beurt een resonantiekring, een zogenaamde Helmholtzresonator. Dit is ongewenst, daarom is in de pijp een stuk schuim gestopt om kleuring van het geluid, door resonanties in die Helmholtzresonator, tegen te gaan.

### Woofer

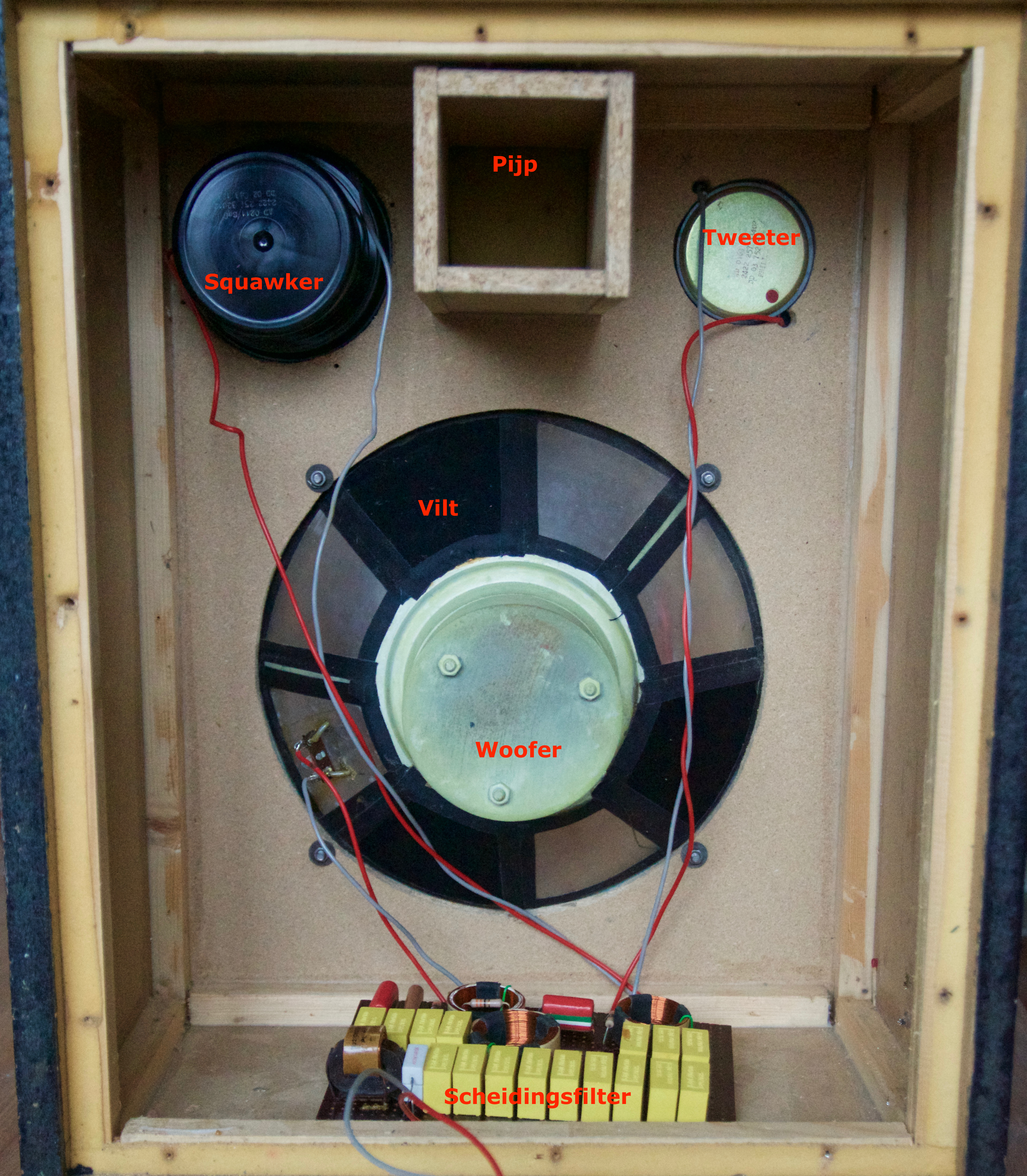
Fig.2 Gedempt luidsprekersysteem, binnenwerk

De woofer heeft een speciale behandeling gekregen. In de kast is te zien dat de acht gaten in de conusdrager van de luidspreker zijn afgedicht. Vijf gaten zijn met aluminiumplaat dicht gemaakt met behulp van een sterke tweecomponentenlijm. Op de drie resterende gaten is een rooster aangebracht met daarop een laag vilt. Zie Fig.2
Dit vilt heeft een bepaalde luchtweerstand. Die weerstand is zo gekozen, dat de luidspreker bijna géén resonantie meer heeft (onderkritisch gedempt). De massa van de conus en de veerconstante van de conusophanging bepalen de resonantiefrequentie. De mate van opslingering wordt bepaald door de wrijvingsverliezen in het vilt op de conusdrager. De onderkritische demping is nodig om de luidspreker niet te veel te dempen, waardoor deze te zacht zou gaan klinken. De woofer heeft een doorsnede van 30 cm. Het typenummer is AD1256/W8.

### Tweeter en squawker
De gebruikte tweeter is een zogenoemde dometweeter; typenummer AD0163/T8. De middentonenluidspreker is een squawker, een domeluidspreker ontwikkeld voor het middentonengebied in een dichte behuizing, waardoor deze akoestisch geïsoleerd is van de woofer; typenummer AD0211/Sq8.

### Scheidingsfilter

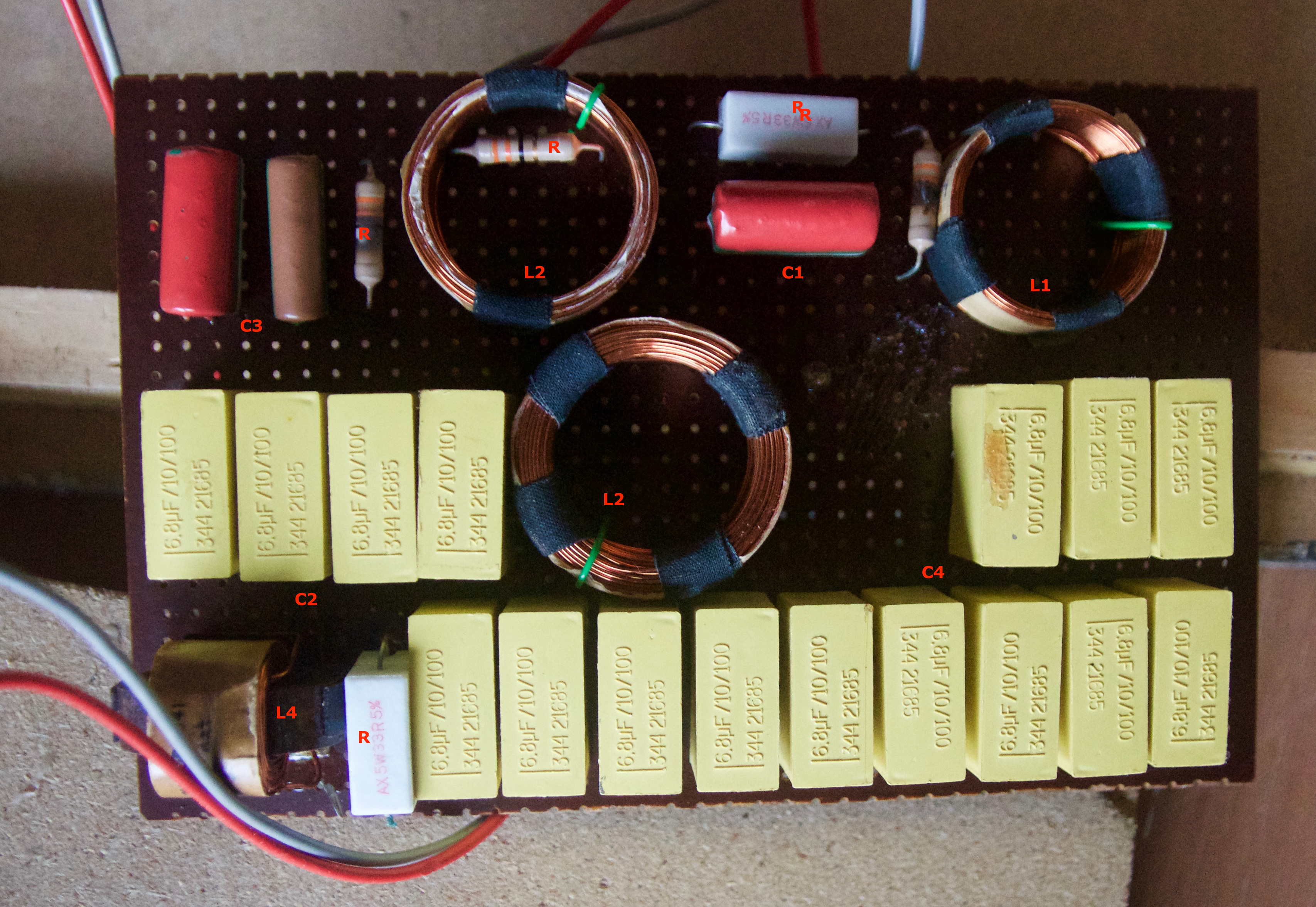
Fig.3 Luidsprekerscheidingsfilter

Het scheidingsfilter zorgt dat de woofer, de squawker en de tweeter de juiste elektrische signalen van de audioversterker toegevoerd krijgen. Het scheidingsfilter bestaat uit filters van spoelen en condensatoren. Deze vormen op hun beurt parallelle en seriële resonantiekringen, ook wel lc-circuits genoemd.  Als deze filters gaan resoneren, zal het geluid nadelig worden beïnvloed; er is geen vlakke geluidsweergave mogelijk. Door weerstanden in de resonantiekringen aan te brengen ontstaan rlc-circuits en worden de resonanties gedempt. Ook hier moeten de weerstanden, net als bij de demping van de woofer, niet te klein zijn om te veel vermogensverlies te voorkomen, maar ook niet te groot waardoor de demping zou worden afgezwakt.
Door de demping van de luidspreker en de filters "ziet" de versterker het systeem praktisch als een ohmse weerstand. De impedantie is over het audio frequentiegebied van 20 Hz tot 20 kHz constant. Hierdoor is het akoestische gedrag van het luidsprekersysteem niet afhankelijk van de dempingsfactor van de versterker. Buizenversterkers, niet befaamd vanwege hun lage dempingsfactor vanwege de hoge inwendige impedantie van de eindbuizen en de noodzakelijke uitgangstransformator, zouden dit type luidsprekersysteem daarom zonder problemen kunnen aansturen.
Het fasegedrag is door de reële en imaginaire componenten in het scheidingsfilter ook van belang. Rond de overname (scheiding) frequentie treedt een faseverschuiving op die, op zijn beurt, frequentie afhankelijk is. Voorbij de overnamefrequentie is het effect van de faseverschuiving een stuk minder.

### Kast
In het binnenwerk van de kast is te zien, dat er geen dempingsmateriaal op de wanden is aangebracht. In andere typen luidsprekerkasten is geluidsabsorptie nodig om de resonantie van de luidspreker, staande golven in de kast en resonantie van de kastwanden zo veel mogelijk tegen te gaan. In de kast van het gedempte luidsprekersysteem is dat niet nodig, omdat het hoofdaandeel van de resonantieveroorzakende effecten, de luidspreker, gedempt is. De wanden van deze kast zijn gemaakt van 22 mm spaanplaat. Dit materiaal is zeer stijf, de afmetingen van de wanden zijn niet groot en zullen daardoor niet of weinig trillen. De kast is 60 cm hoog, 40 cm breed en 30 cm diep. Aan de voorkant kun je de vier belangrijke akoestische onderdelen zien, waaruit de kast is opgebouwd.

### Frequentiekarakteristiek van een gedempt luidsprekersysteem
De frequentiekarakteristiek is in een dode kamer gemeten m.b.v. geluidsspectrumanalyseapparatuur van Brüel&Kjær.
- verticaal, het geluidsniveau in dB
- horizontaal, de frequentie in Hz.
Voor wat betreft de verticale as van de opgenomen frequentie karakteristiek; de meest linkse as (0-10-20-30-40-50) is de geldende schaal.
Wat opvalt is het eerste-ordegedrag van het luidsprekersysteem. Het geluidsniveau neemt 6 dB per octaaf af bij ongeveer 200 Hz. Door de dempingsweerstand is ook de resonantiefrequentie niet als piek in de karakteristiek te zien. Dit komt precies overeen met de stralingsimpedantie, die lineair afneemt als de golflengte van het weer te geven geluid groter wordt dan de omtrek van de luidsprekerconus.
Als de straal van conus, {\displaystyle r_{lsp}} = 15 cm, dan is de golflengte, die nog net binnen de omtrek van de luidsprekerconus past: {\displaystyle \lambda _{k}\ =2.\pi .r_{lsp}\quad \mapsto \quad 2.3,14.0,15\quad \mapsto \quad 0,9425\ }meter.
De  kantelfrequentie, waarbij de stralingsimpedantie nog net niet afneemt: {\displaystyle f_{k}={\frac {c}{\lambda _{k}}}}
waarin
{\displaystyle c\quad } de geluidssnelheid in lucht is 340 meter per seconde.
{\displaystyle {\lambda _{k}}\quad } de golfllengte van {\displaystyle f_{k}}
dan wordt de kantelfrequentie, waarbij de stralingsimpedantie afneemt {\displaystyle f_{k}={\frac {340}{0,9425}}=360\ Hz}
In de frequentiekarakteristiek is tussen 300 en 400 Hz een bobbel te zien, waarna het afgestraalde geluidsniveau afneemt.

### Discussie
De frequentiekarakteristiek valt bij de middenlage frequentie band reeds af.
Door de luidsprekerboxen in de hoek van de kamer te plaatsen, wordt de laagweergave opgehaald en ook met de toonregeling kan het e.e.a. licht worden gecorrigeerd. Door de langzame daling van de frequentiekarakteristiek is dit effect met minimale stapjes goed te corrigeren.
Om dit type luidsprekersysteem te vergelijken met een gesloten luidsprekerbox of met een basreflexsysteem, zou een identieke lagetonenluidspreker in deze twee systemen gemonteerd moeten worden. Maar ook zonder dat experiment kan het volgende worden vastgesteld:
- In beide behuizingen is de resonerende luidspreker mede bepalend voor de klank van het geluid. Hetgeen meestal resulteert in het zogenaamde 'boemen'.
- De gesloten luidsprekerbox heeft nog als nadeel dat het kastvolume ruim gekozen moet worden, om de luidspreker zijn grote uitslagen te kunnen laten maken.

Het gedempte luidsprekersysteem is nooit bij Philips in productie genomen. Het systeem is qua bouw en montage veel bewerkelijker dan de klassieke luidsprekersystemen. Met name het aanbrengen van de dempingsweerstand op de conusdrager is een secuur, tijdrovend werkje.
Philips zou medio jaren zeventig met een ander revolutionair ontwerp, om met relatief kleine luidsprekerboxen een goede laagweergave te realiseren, op de markt komen, namelijk het Motional Feedback (MFB)-systeem.

## Theorie en berekeningen
De afgeleide formules en de berekeningen zijn gebaseerd op het artikel Omzettertheorie toegepast in de elektro-akoestiek.

### Luidspreker als E-M omzetter

Diagram van elektromagnetische omzetter

De luidspreker kan als een elektrodynamische omzetter worden beschouwd. Een elektrodynamische omzetter zet de elektrische energie om in mechanische energie, door beweging van een elektrische stroom door en geleider in een statisch magnetisch veld.
{\displaystyle F=Bli}
{\displaystyle U=Blv}
waarin:
| {\displaystyle F} | de ontwikkelde kracht in newton (N)           |
| {\displaystyle B} | de fluxdichtheid in Vs/m²                     |
| {\displaystyle l} | de totale lengte van de geleider in meter (m) |
| {\displaystyle i} | de stroom in ampere (A)                       |
| {\displaystyle U} | de spanning in volt (V)                       |
| {\displaystyle v} | de snelheid in m/s                            |
Uit de bovenstaande betrekkingen kan de impedantie, gezien aan de elektrische zijde van E-M omzetter berekenen.
{\displaystyle i={\frac {F}{Bl}}\quad U=Blv}
De impedantie {\displaystyle {\frac {U}{i}}={\frac {B^{2}.l^{2}.v}{F}}}

Omdat {\displaystyle {\frac {F}{v}}=Z_{m}}, de mechanische impedantie in {\displaystyle {\frac {Ns}{m}}}, volgt
{\displaystyle Z_{el}={\frac {(Bl)^{2}}{Z_{m}}}\quad } met de eenheid V/A = Ω
Om een mechanische impedantie naar een elektrische impedantie om te zetten is de omzetfactor {\displaystyle B^{2}l^{2}} vereist.
Het mechanisch circuit van de luidspreker wordt conform de Omzettertheorie toegepast in de elektro-akoestiek als een elektromagnetische omzetter beschouwd

waarin:
aan de elektrische kant
{\displaystyle R_{lsp}} = de weerstand van de luidsprekerspoel
{\displaystyle L_{lsp}} = de zelfinductie van de luidsprekerspoel
aan de mechanische kant
{\displaystyle W} = de mechanische weerstand analoog aan de akoestische weerstand op de conusdrager
{\displaystyle B} = de compliantie van de conusophanging
{\displaystyle M} = de massa van de conus
De transformatie naar gelijkwaardige elektrische componenten geschiedt voor ieder element apart via de gevonden formule
{\displaystyle Z_{el}={\frac {B^{2}l^{2}}{Z_{m}}}}
Voor de weerstand {\displaystyle W} geldt {\displaystyle R_{w}={\frac {B^{2}l^{2}}{W}}}
Voor de compliantie {\displaystyle B} geldt {\displaystyle Z_{el}={\frac {B^{2}l^{2}}{\frac {1}{j\omega B}}}=j\omega B.B^{2}l^{2}\quad } Dit kan worden opgevat als een zelfinductie {\displaystyle L_{B}=B.B^{2}l^{2}}
Voor de massa {\displaystyle M} geldt {\displaystyle Z_{el}={\frac {B^{2}l^{2}}{j\omega M}}={\frac {1}{j\omega {\frac {M}{B^{2}l^{2}}}}}\quad }Dit kan worden opgevat als een capaciteit  {\displaystyle C_{m}={\frac {M}{B^{2}l^{2}}}}

### Formule afleiding van de gedempte luidspreker

Symbool van luidspreker met parameters, niet gedempt

Mechanisch deel:
{\displaystyle M_{mc}} mechanische massa van de conus in {\displaystyle \quad {\frac {Ns^{2}}{m}}}
{\displaystyle B_{mc}} mechanische compliantie van de conus (ophanging) in {\displaystyle \quad {\frac {m}{N}}}
{\displaystyle W_{m}} de aangebrachte mechanische dempingsweerstand
De resonantiefrequentie van de luidspreker is{\displaystyle \quad \omega _{0}^{2}={\frac {1}{M_{mc}B_{mc}}}}  in {\displaystyle \quad (rad/s)^{-2}}
De opslingering van de luidspreker wordt bepaald door {\displaystyle Q_{m}={\frac {1}{W_{m}}}{\sqrt {\frac {M_{mc}}{B_{mc}}}}}
Onderkritische demping van de luidspreker wordt bereikt als de impedantiekarakteristiek iets oploopt. {\displaystyle Q=0.7}
Berekening van de dempingsweerstand {\displaystyle W_{m}} volgt uit: {\displaystyle \quad W_{m}={\frac {1}{Q_{m}}}{\sqrt {\frac {M_{mc}}{B_{mc}}}}}
{\displaystyle M_{mc}} en {\displaystyle B_{mc}} zijn gegevens van de luidspreker die in desbetreffende literatuur staan.

### Formule afleiding van het luidsprekerkast volume

Luidsprekerkast met een gedempte luidspreker

De compliantie van het luidsprekerkast volume {\displaystyle B_{mv}} kan bepaald worden uit de laagste frequentie die met de kast weergegeven moet worden. Het volume van de kast wordt door de woofer via de dempingsweerstand {\displaystyle W_{M}} aangestuurd en is op te vatten als een eerste-orde-filter.
met {\displaystyle \quad \omega _{k}={\frac {1}{W_{m}B_{mv}}}\quad } geeft {\displaystyle \quad B_{mv}={\frac {1}{\omega _{k}W_{m}}}}
waarin:
| {\displaystyle \omega _{k}} | de kantelfrequentie                 |
| {\displaystyle B_{mv}}      | compliantie van het kastvolume      |
| {\displaystyle W_{m}}       | dempingsweerstand op de conusdrager |
Voor verdere berekeningen aan de pijp, de dempingsweerstand in de pijp, wordt de akoestische kant van het systeem beschouwd.

### Akoestisch
Het oppervlak dat de kastvolume ziet is {\displaystyle A}, de oppervlakte van de drie gaten met akoestisch weerstandmateriaal op de conusdrager, en geldt:
{\displaystyle Z_{ak}={\frac {Z_{m}}{A^{2}}}}
{\displaystyle {\frac {1}{\omega B_{akv}}}\quad =\quad {\frac {1}{A^{2}.\omega B_{mv}}}\quad }geeft{\displaystyle \quad B_{akv}=A^{2}.B_{mv}}
waarin:
| {\displaystyle Z_{ak}}  | Akoestische impedantie                     |
| {\displaystyle Z_{m}}   | mechanische impedantie                     |
| {\displaystyle A}       | oppervlak van de gaten van de conusdrager  |
| {\displaystyle B_{akv}} | akoestische compliantie van het kastvolume |
| {\displaystyle B_{mv}}  | mechanische compliantie van het kastvolume |

### Mechanisch vervangschema gedempt luidsprekersysteem
De gedempte luidspreker in de betreffende luidsprekerkast geeft dit mechanische vervangschema met de analoge elektrische symbolen.
waarin:
| {\displaystyle W_{str}}   | de stralingsimpedantie                                                                       |
| {\displaystyle M_{mc}}    | de massa van de conus in {\displaystyle \quad {\frac {Ns^{2}}{m}}}                           |
| {\displaystyle B_{mc}}    | de compliantie van de conusophanging in {\displaystyle \quad {\frac {m}{N}}}                 |
| {\displaystyle W_{m}}     | de op de luidspreker aangebrachte dempingsweerstand in {\displaystyle \quad {\frac {Ns}{m}}} |
| {\displaystyle B_{mv}}    | de mechanische compliantie van het kastvolume in {\displaystyle \quad {\frac {m}{N}}}        |
| {\displaystyle M_{mp}}    | de massa van de luchtkolom in de pijp {\displaystyle \quad {\frac {Ns^{2}}{m}}}              |
| {\displaystyle W_{mp}}    | de dempingsweerstand in de pijp                                                              |
| {\displaystyle W_{str.p}} | de stralingsimpedantie aan de mond van de pijp                                               |

De stralingsimpedanties kunnen ten opzichte van de dempingsweerstanden vrijwel verwaarloosd worden. 

Mechanoakoestische omzetter

Het akoestische vervangschema kan bepaald worden door de mechanoakoestische omzetter te beschouwen als beschreven in Omzettertheorie toegepast in de elektro-akoestiek.
De betrekkingen zijn:
{\displaystyle U=A.v}
{\displaystyle p={\frac {F}{A}}v}
waarin:
| {\displaystyle U} | de volumesnelheid in {\displaystyle \quad m^{3}/s}                                              |
| {\displaystyle p} | de geluidsdruk in {\displaystyle \quad N/m^{2}}                                                 |
| {\displaystyle A} | het oppervlak waarover getransformeerd wordt (luidspreker conus) in {\displaystyle \quad m^{2}} |
{\displaystyle Z_{m}={\frac {F}{v}}\quad \mapsto \quad A^{2}{\frac {p}{U}}\quad \mapsto \quad {\frac {p}{U}}={\frac {1}{A^{2}}}Z_{m}\quad \mapsto \quad Z_{ak}={\frac {Z_{m}}{A^{2}}}\quad } in {\displaystyle \quad Ns/m^{5}}
Verder is: {\displaystyle B_{akv}={\frac {V}{{\rho }{c^{2}}}}\quad en\quad B_{akv}=A^{2}.B_{mv}}
waarin:
| {\displaystyle V}     | het volume in m3              |
| {\displaystyle \rho } | de luchtdichtheid 1,293 kg/m3 |
| {\displaystyle c}     | de geluidssnelheid 340 m/s    |
{\displaystyle {\frac {V}{{\rho }{c^{2}}}}=A^{2}.B_{mv}}
Het volume van de kast is dan {\displaystyle V=\rho .c^{2}.A^{2}.B_{mv}\quad } in m3

### Akoestische weerstand op de gaten van de conusdrager
{\displaystyle A_{1}} is het effectieve oppervlak van de conus. De specifieke akoestische weerstand wordt gevonden door de gevonden akoestische weerstand met het oppervlak {\displaystyle A} van de drie gaten in de conusdrager, waarop de dempingsweerstand is aangebracht, (de andere 5 gaten zijn dichtgemaakt) te vermenigvuldigen.
De stof, die gebruikt wordt om de dempingsweerstand op de conusdrager aan te brengen, is vilt met een specifieke akoestische weerstand.
{\displaystyle W_{ak}={\frac {W_{m}}{A_{1}^{2}}}\quad } in Ns/m5
{\displaystyle W_{ak.spec}=W_{ak}.A\quad } in ak.Ω/m5

### Formule afleiding van de pijp (mechanisch)
De massa van de lucht in de pijp moet klein genoeg zijn om de rest van het luidsprekersysteem niet te belasten. De massa van de lucht in de pijp wordt op 1/50 deel van de conusmassa gesteld.
De massa van lucht in de pijp {\displaystyle M_{mp}={\frac {M_{mc}}{50}}\quad } (in kg).
Het effectieve oppervlak van de opening van de pijp is {\displaystyle A_{2}={\frac {A_{1}}{10}}\quad } (in m2), want:
1. de lengte van de pijp mag niet te groot worden.
2. de opening van de pijp hoeft niet luid te stralen; de conus straalt door zijn grote oppervlak zelf luid genoeg.

de impedantie:{\displaystyle \quad Z_{ak.p}={\frac {Z_{mp}}{A_{2}^{2}}}}
{\displaystyle \omega M_{akp}={\frac {\omega M_{mp}}{A_{2}^{2}}}\quad \mapsto \quad M_{akp}={\frac {M_{mp}}{A_{2}^{2}}}}
waarin:
| {\displaystyle M_{akp}} | de akoestische massa van de lucht in de pijp          |
| {\displaystyle M_{mp}}  | de mechanische massa van de lucht in de pijp          |
| {\displaystyle A_{!}}   | effectieve oppervlak van de conus in m2               |
| {\displaystyle A_{2}}   | effectieve oppervlak van de opening van de pijp in m2 |
Verder is {\displaystyle \quad M_{akp}=\rho {\frac {l}{A_{2}}}} zonder eind correctie. Er ontstaat namelijk een bolmassa aan de monden van de pijp.
Na omwerking {\displaystyle \quad l=M_{akp}{\frac {A_{2}}{\rho }}\quad \mapsto \quad l={\frac {M_{mp}}{A_{2}^{2}}}{\frac {A_{2}}{\rho }}\quad \mapsto \quad l={\frac {M_{mp}}{{A_{2}}{\rho }}}}
waarin:
| {\displaystyle \rho } | de luchtdichtheid 1,293 Ns2/m4 |
| {\displaystyle l}     | de lengte van de pijp in m.    |
De weerstand in de pijp {\displaystyle W_{mp}} is nodig om resonanties van de pijpmassa met het kastvolume tegen te gaan en wordt als volgt bepaald.
Er geldt {\displaystyle \quad W_{mp}=\omega _{k}M_{mp}}
De {\displaystyle \omega _{k}} is de laagste frequentie, die weergegeven moet worden.
{\displaystyle \quad W_{ak}={\frac {W_{mp}}{A_{2}^{2}}}} in Ns/m5
De weerstand kan worden gemeten door eerst de specifieke akoestische weerstand van de te gebruiken stof te berekenen.
{\displaystyle \quad W_{akspec}=A_{2}.W_{akp}} in akΩ/m2

## Berekeningen met invoering van de fysieke gegevens

### Berekeningen aan de luidspreker tbv demping en het kastvolume

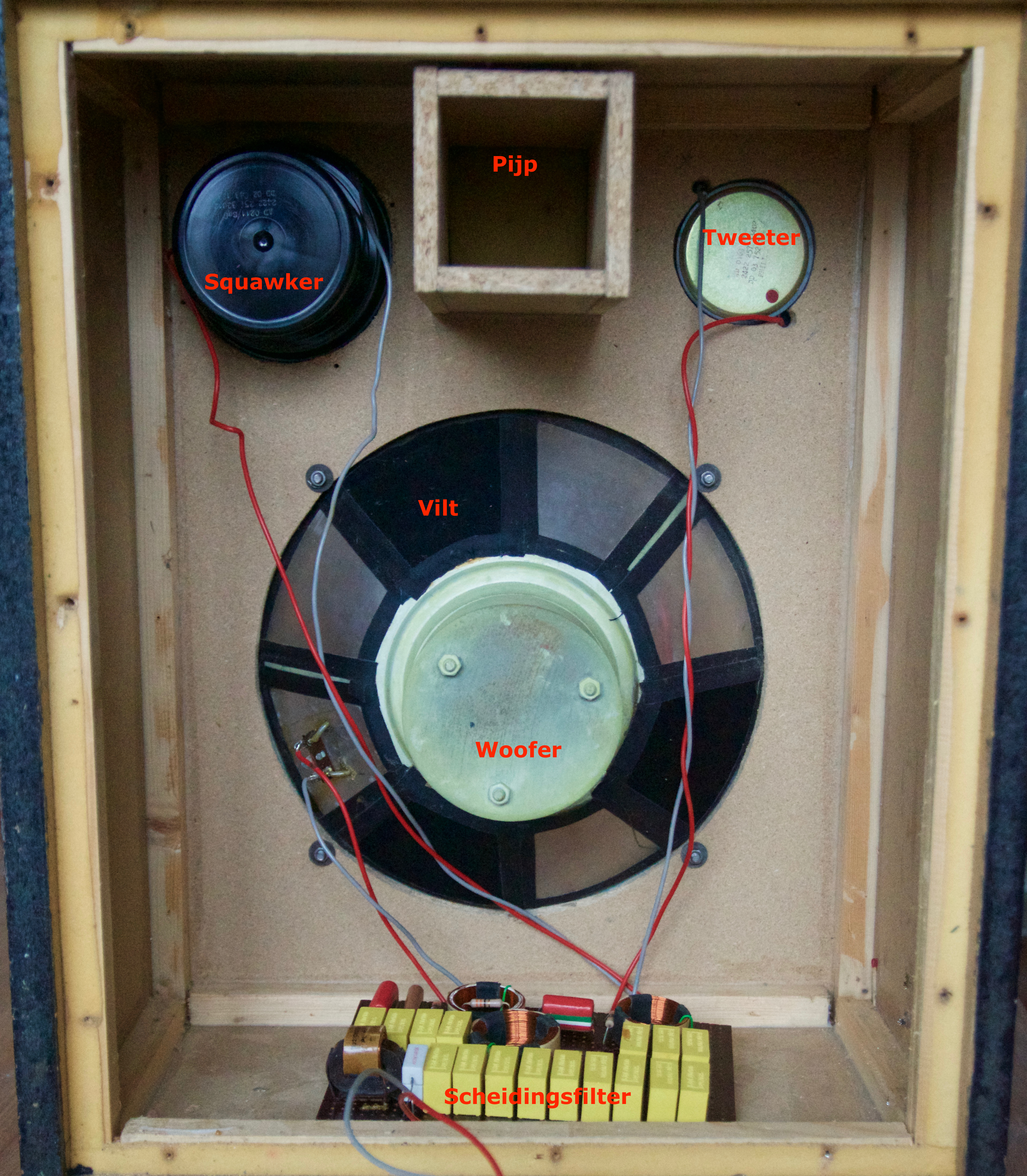
aanzicht inwendige gedempt luidsprekersysteem

Alle uitkomsten van de berekeningen worden afgerond, waarin:
| luidspreker gegevens zie de Thiele/Small parameters. | luidspreker gegevens zie de Thiele/Small parameters.                  | luidspreker gegevens zie de Thiele/Small parameters. |
| ---------------------------------------------------- | --------------------------------------------------------------------- | ---------------------------------------------------- |
| {\displaystyle A_{1}}                                | effectieve oppervlakte luidspreker conus                              | 450 cm2                                              |
| {\displaystyle A}                                    | oppervlakte drie gaten in de conusdrager (chassis)                    | 100 cm2                                              |
| {\displaystyle M_{mc}}                               | massa luidspreker conus                                               | 45 gram                                              |
| {\displaystyle B_{mc}}                               | compliantie van de conus ophanging                                    | 1/730 m/N                                            |
| {\displaystyle Q}                                    | gewenste opslingering bij resonantie luidspreker                      | 0,7                                                  |
| {\displaystyle f_{k}}                                | kantelfrequentie (gekozen, laagst weer te geven frequentie)           | 20Hz                                                 |
| uit te rekenen parameters                            |                                                                       |                                                      |
| {\displaystyle W_{m}}                                | de dempingsweerstand voor de conus                                    | in Ns/m                                              |
| {\displaystyle B_{mv}}                               | de compliantie van het kastvolume                                     |                                                      |
| {\displaystyle V}                                    | het volume van de luidsprekerkast                                     | liter                                                |
| {\displaystyle W_{akspec}}                           | akoestische weerstand per cm2 van het vilt voor {\displaystyle W_{m}} |                                                      |

{\displaystyle M_{mc}=45.10^{-3}\ kg}
{\displaystyle Q^{2}={\frac {1}{W_{m}^{2}}}{\frac {M_{mc}}{B_{mc}}}\quad \mapsto \quad W_{m}^{2}={\frac {1}{Q^{2}}}{\frac {M_{mc}}{B_{mc}}}\quad \mapsto \quad {\frac {1}{0.7^{2}}}.{\frac {45.10^{-3}}{\frac {1}{730}}}}
{\displaystyle W_{m}^{2}=2.45.10^{-3}.730=65,7\quad \mapsto \quad W_{m}=8\ Ns/m}
--------------------------------------------------------------------------------
{\displaystyle f_{k}={\frac {\omega _{k}}{2.\pi }}\quad \mapsto \quad \omega _{k}=2.\pi .f_{k}\quad \mapsto \quad \omega _{k}=125,6\ rad/sec}
{\displaystyle \omega _{k}={\frac {1}{W_{m}}}{B_{mv}}\quad \mapsto \quad B_{mv}={\frac {1}{\omega _{k}.W_{m}}}\quad \mapsto \quad {\frac {1}{8.125,6}}\quad \mapsto \quad {\frac {1}{1004,8}}\quad \mapsto \quad B_{mv}=10^{-3}\ m/N}
--------------------------------------------------------------------------------
{\displaystyle A=10^{-2}\ m^{2}}
Het volume {\displaystyle V} van de luidsprekerkast wordt {\displaystyle V=\rho .c^{2}.A^{2}.B_{mv}\quad \mapsto \quad 1,2.(340)^{2}.10^{-4}.10^{-3}=1387,2.10^{-5}\ m^{3}\quad \mapsto \quad V=13,87\ liter}
Kastafmetingen houden rekening met de afmetingen van de gedempte luidspreker. Deze moet in de luidsprekerkast kunnen passen. De verhoudingen 6:4:3 zijn ook in esthetisch opzicht verantwoord: hoogte 60 cm, breedte 40 cm en diepte 30 cm. Volume van de lege kast is dan 72 liter. Dit is meer dan het berekende benodigde volume. Hierdoor is de compliantie groter, wat gunstiger is voor de weergave van lage frequenties.
Berekening akoestische weerstand op de conusdrager.
{\displaystyle A_{1}=45.10^{-3}\ m^{2}\quad en\quad A=10^{2}\ cm^{2}}
{\displaystyle W_{ak}={\frac {W_{m}}{A_{1}^{2}}}\quad \mapsto \quad {\frac {8}{2025.10^{-6}}}\quad \mapsto \quad {\frac {8.10^{6}}{2025}}\quad \mapsto \quad 4.10^{3}\ in\ Ns/m^{5}}
{\displaystyle W_{akspec}=W_{ak}.A\quad \mapsto \quad 4.10^{3}.10^{2}=} 0,4 MΩ/cm2

### Berekening van pijp en dempingsweerstand
| gegevens voor de berekening. | gegevens voor de berekening.                                       | gegevens voor de berekening. |
| ---------------------------- | ------------------------------------------------------------------ | ---------------------------- |
| {\displaystyle A_{1}}        | effectieve oppervlakte luidspreker conus                           | 450 cm2                      |
| {\displaystyle M_{mc}}       | massa luidspreker conus                                            | 45 gram                      |
| {\displaystyle \rho }        | de luchtdichtheid                                                  | 1,293 kg/m3                  |
| uit te rekenen parameters    |                                                                    |                              |
| {\displaystyle M_{mp}}       | de massa van de lucht in de pijp                                   | in kg                        |
| {\displaystyle M_{akp}}      | de akoestische massa van de lucht in de pijp                       | in kg/m4                     |
| {\displaystyle A_{2}}        | effectieve oppervlakte van de pijpopening                          | in m2                        |
| {\displaystyle l_{p}}        | lengte van de pijp                                                 | in m                         |
| {\displaystyle W_{mp}}       | de dempingsweerstand voor de pijp                                  | in Ns/m                      |
| {\displaystyle W_{akspec.p}} | akoestische weerstand per cm2 van vilt voor {\displaystyle W_{mp}} | Ω/cm2                        |

parameters van de pijp

De massa van de lucht in de pijp {\displaystyle M_{mp}} wordt op 1/50e van de massa van de luidsprekerconus {\displaystyle M_{mc}} gesteld.
Het oppervlak van de pijp-opening {\displaystyle A_{2}} wordt 1/10e van de oppervlakte van de conus {\displaystyle A_{1}}.
{\displaystyle M_{mp}={\frac {M_{mc}}{50}}\quad \mapsto \quad {\frac {50}{50}}=1\ gram}
{\displaystyle A_{2}={\frac {1}{10}}.A_{1}\quad \mapsto \quad A_{2}={\frac {450}{10}}=45\ cm^{2}}
{\displaystyle M_{apk}={\frac {M_{mp}}{{A_{2}}^{2}}}\quad \mapsto \quad {\frac {10^{-3}}{2025.10^{-8}}}=50\ Ns^{2}/m}
{\displaystyle l_{p}={\frac {M_{apk}.A_{2}}{\rho }}\quad \mapsto \quad {\frac {50.45.10^{-4}}{1.2}}=0,1855m\quad \mapsto \quad l_{p}=18,6\ cm}
Berekening van akoestische weerstand in de pijp.
{\displaystyle W_{mp}=\omega _{k}.M_{mp}\quad \mapsto \quad 125,6.10^{-3}\quad \mapsto \quad W_{mp}=0,1256\ Ns/m}
{\displaystyle W_{akp}={\frac {W_{mp}}{{A_{2}}^{2}}}\quad \mapsto \quad {\frac {0,1256}{2025.10^{-8}}}=6203\ Ns/m^{5}}.
De specifieke akoestische weerstand {\displaystyle W_{akspec.p}=W_{akp}.A_{2}\quad \mapsto \quad 6203.45.10^{-4}=}0,28 MΩ/cm2
Deze weerstand is te meten op een zogenaamde luchtweerstandmeter.
De afmetingen van het materiaal, die nodig zijn om de luidsprekerkast te maken, zijn hiermee bekend geworden.

### Berekening van het scheidingsfilter

Luidspreker scheidingsfilter

Het scheidingsfilter in de luidsprekerbox zorgt er voor dat het elektrisch vermogen, afkomstig uit de audio versterker, van laag-, midden-, en hoog frequente geluiden naar de juiste luidspreker wordt gevoerd. Over de inductieve en capacitaire componenten zijn weerstanden geplaatst, om  de betreffende componenten als LC kringen fungeren en elektrische resonantie verschijnselen dempen.
{\displaystyle L_{4}} staat in serie met de woofer, daarom is {\displaystyle L_{4}} een spoel met een ijzerkern om het aantal  koperwindingen, en dus de ohmse weerstand, zo laag mogelijk te houden.
De kantelfrequenties van de filters voor lage tonen en midden tonen worden een octaaf uit elkaar gelegd. Hierdoor wordt het geluidsvolume rond de kantelfrequentie niet te groot, omdat beide luidsprekers dan evenveel geluid produceren. De tweede-orde LC-filters vallen, na de kantelfrequentie, 12 dB per octaaf af.
De kantelfrequenties van de filters voor midden tonen en hoge tonen worden een minder dan een octaaf uit elkaar gelegd.
In de dode kamer zijn de precieze waarden van de condensatoren en spoelen empirisch bepaald aan de hand van de geluidsdruk, weergegeven in de opgenomen frequentiekarakteristiek.
De waarden van de weerstanden R zijn dusdanig gekozen dat zij niet te veel vermogen van de audio versterker dissiperen.
Berekening van het filter voor de woofer
De hoogste frequentie die nog doorgelaten mag worden naar de woofer is 325 Hz.
Bij die frequentie moet de impedantie van {\displaystyle L_{4}}, en van {\displaystyle C_{4}}, 8Ω zijn.
{\displaystyle L_{4}={\frac {2.\pi .325}{8}}\quad \mapsto \quad 3,9\ mH\quad C_{4}={\frac {1}{2.\pi .325.8}}\quad \mapsto \quad 61,2\ \mu F}
Voor de squawker
De laagste frequentie die nog doorgelaten mag worden naar de squawker is 650 Hz.
Bij die frequentie moet de impedantie van {\displaystyle L_{2}}, en van {\displaystyle C_{2}}, 8Ω zijn. De hoogste frequentie die nog doorgelaten mag worden naar de squawker is 6000 Hz. Bij die frequentie moet de impedantie van {\displaystyle L_{3}}, en van {\displaystyle C_{3}}, 8Ω zijn.
{\displaystyle L_{2}={\frac {8}{2.\pi .650}}\quad \mapsto \quad 1,96\ mH\quad C_{2}={\frac {1}{2.\pi .650.8}}\quad \mapsto \quad 30,6\ \mu F}
{\displaystyle L_{3}={\frac {8}{2.\pi .6000}}\quad \mapsto \quad 0,21\ mH\quad C_{3}={\frac {1}{2.\pi .6000.8}}\quad \mapsto \quad 3,3\ \mu F}
Voor de tweeter
De laagste frequentie die nog doorgelaten mag worden naar de tweeter is 9000 Hz.
Bij die frequentie moet de impedantie van {\displaystyle L_{1}}, en van {\displaystyle C_{1}}, 8Ω zijn.
{\displaystyle L_{1}={\frac {8}{2.\pi .9000}}\quad \mapsto \quad 0,14\ mH\quad C_{1}={\frac {1}{2.\pi .9000.8}}\quad \mapsto \quad 2,2\ \mu F}
| scheidingsfilter componenten. | scheidingsfilter componenten.                   | scheidingsfilter componenten. |
| ----------------------------- | ----------------------------------------------- | ----------------------------- |
| {\displaystyle R}             | filter dempingsweerstanden                      | 33 Ω                          |
| {\displaystyle C_{1}}         | Polystyreen condenstator                        | 2,2 µF                        |
| {\displaystyle C_{2}}         | Polystyreen condenstator 4 stuks 6,8 µF         | 27,2 µF                       |
| {\displaystyle C_{3}}         | Polystyreen condenstator 1x 2,2 µF en 1x 1,1 µF | 3,3 µF                        |
| {\displaystyle C_{4}}         | Polystyreen condenstator, 9 stuks 6,8 µF        | 61,2 µF                       |
| {\displaystyle L_{1}}         | Luchtspoel                                      | 0,14 mH                       |
| {\displaystyle L_{2}}         | Luchtspoel                                      | 3 mH                          |
| {\displaystyle L_{3}}         | Luchtspoel                                      | 0,2 mH                        |
| {\displaystyle L_{4}}         | Spoel met ijzerkern                             | 3.9 mH                        |
| {\displaystyle T}             | tweeter AD0163/T8                               | 8Ω                            |
| {\displaystyle S}             | squawker AD0211/Sq8                             | 8Ω                            |
| {\displaystyle W}             | woofer AD1256/W8                                | 8Ω                            |

## Fasegedrag
De bovenstaande luidspreker heeft een driewegsysteem. Dat betekent dat er gefilterd moet worden om het frequentiebereik op te delen in hoge, midden- en lage tonen. Een filter veroorzaakt fasedraaiing en deze fasedraaiing is enerzijds afhankelijk van het type filter: 6 dB, 12 dB, 18 dB of 24 dB per octaaf verzwakking en anderzijds van de plaatsing van de luidsprekers ten opzichte van elkaar.
Een simpel 6 dB-filter, in de vorm van een spoel of condensator, geeft doorgaans een goed fasegedrag, maar de luidspreker dient wel bestand te zijn tegen de zwakke filtering. Fabrikanten zoals Dynaudio hebben hun luidsprekers speciaal ontwikkeld om deze extra belasting goed aan te kunnen. Deze luidsprekers kunnen hoge thermische belastingen verwerken.
Tevens treedt er faseverschuiving op doordat er snelheidsverschillen zijn van de luidsprekers. Een lichte conus met een sterke aandrijving accelereert veel sneller dan een grote zware conus van basluidspreker. Het resultaat is dat het geluid niet homogeen aankomt bij de luisteraar, maar uitgesmeerd is in de tijd. Om dit te compenseren kunnen we de luidsprekers versprongen opstellen; de hogetonenluidspreker is dan meer naar achteren geplaatst in of op de kast en de middentonenluidspreker is iets verschoven ten opzichte van  de basluidspreker. Diverse Franse ontwerpen zoals Elipson gebruikten deze methode in de jaren zeventig om hun luidspreker een meer faselineair gedrag te laten vertonen. Ook moderne ontwerpen van B&W maken gebruik van deze versprongen opstelling. Als dat gecombineerd wordt met een fasecorrect filter, kan het resultaat bijzonder homogeen zijn.
Uiteraard geeft een puntbron, in de vorm van één luidspreker, het beste resultaat als het gaat om het fasegedrag. Er is geen filter aanwezig en het geluid vertrekt vanuit slechts één bron. Een groot vlak membraan, zoals een magnetostaat of elektrostaat, straalt niet vanuit een punt maar vanuit een vlak en wordt daarom vaak een lijnbron genoemd. Een ronde conusluidspreker kan worden beschouwd als een puntbron. Een puntbron geeft een meer natuurlijk resultaat, omdat instrumenten ook een min of meer puntbron afstralingsgedrag hebben.
Dat neemt niet weg dat magnetostaten en elektrostaten een goede weergave kunnen hebben, door het lichte membraan, weinig kleuring vanwege de afwezigheid van een kast en de homogene aandrijving. In de praktijk is het zeer moeilijk een conusluidspreker te maken, die zowel goed is in de weergave van lage frequenties als van de hoge frequenties. Daarom wordt er gekozen voor een meerwegsysteem in de vorm van 2, 3 of zelfs 4 afzonderlijke luidsprekers. Hoe meer men gaat opdelen, hoe moeilijker het wordt om al die afzonderlijke luidsprekers op elkaar te laten aansluiten met betrekking tot klankkarakter, fase- en afstraalgedrag. Daarom wordt vaak gekozen voor slechts twee luidsprekers (tweeweg), omdat het fase- en afstraalgedrag minimaal beïnvloed wordt.
Het is dan ook altijd een compromis voor welk systeem er wordt gekozen. Een meerwegsysteem met vier luidsprekers dekt ruimschoots het bereik van 20 tot 20.000 Hz, maar kan tekortschieten op het gebied van homogeniteit, omdat het fasegedrag minder goed is dan wat met een tweewegsysteem bereikt kan worden. Er zijn luidsprekerfabrikanten die een hogetonenluidspreker in het centrum van een laag-middenluidspreker monteren (bv. KEF en Thiel) om zo een puntbron te benaderen, waardoor men toch beschikt over een tweewegsysteem met het voordeel van een groter frequentiebereik. Dit wordt ook wel een coaxiale luidspreker genoemd. Het is een goede benadering van een puntbron- en toch een tweewegsysteem.